# Musique yougoslave
La musique yougoslave désigne la musique produite dans la République fédérative socialiste de Yougoslavie lorsque cette entité politique existait, c'est-à-dire entre 1945 et 1992.

## Histoire

### Années 1960
Contrairement à ce qui se fait dans les pays liés à l'URSS, les disques étrangers sont importés sans difficulté en Yougoslavie. Ce sont ainsi les labels d'État (Jugoton, la Radio Télévision de Belgrade) qui les commercialisent.

### Années 1970: naissance du rock yougoslave
Le début des années 1970 est marqué par la sortie de l'album Kad bi' bio bijelo dugme (« Si j'étais un bouton blanc ») du groupe Bijelo dugme, la première formation de Goran Bregović. En 1977, le groupe organise un concert en plein air gratuit, le concert de Košutnjak, du nom de la forêt de Belgrade où se réunissent entre 70 000 et 100 000 personnes.

### Années 1980: l'«âge d'or du yug rock»
À la mort de Tito en 1980, c'est une nouvelle vague qui anime la scène rock yougoslave, plus engagée. De nombreux groupes voient alors le jour, que ce soit à Belgrade, Sarajevo ou Zagreb, parmi lesquels Azra, Elektricni orgazam, Elvis J. Kurtovitch, Film, Haustor, Idoli, Partibrejkers, Prljavo kazalište, Šarlo Akrobata et Zabranjeno pušenje.
En 1989, la Yougoslavie remporte le Concours Eurovision de la chanson avec la chanson Rock Me interprétée par le groupe croate Riva.

### Années 1990: fin du communisme et guerres de Yougoslavie
La fin du communisme et les guerres qui s'ensuivent dans les années 1990 ont des conséquences sur l'ensemble de la société yougoslave, y compris sa scène musicale. Tandis que des groupes se séparent (les membres de Zabranjeno pušenje, bien qu'ils gardent le même nom, forment ainsi deux nouveaux groupes distincts, le premier à Zagreb et le second à Belgrade), trois grands groupes de Belgrade (Ekaterina Velika, Elektricni orgazam et Partibrejkers) montent ensemble le collectif antiguerre Rimtutituki. Ce dernier produit un single qu'une radio indépendante de la ville, B92, diffuse malgré son message pacifiste.